# Пеше, Уго
Уго Пеше Пешетто (Уго Пеше Пешетто; итал. Hugo Pesce Pesceto, 17 июня 1900 — 26 июля 1969) — перуанский общественный и политический деятель, врач и организатор системы здравоохранения, социолог, философ и гуманист, вместе с Хосе Карлосом Мариатеги основавший Социалистическую партию Перу (с 1930 года — Перуанская коммунистическая партия).

## Биография
Родился в Перу, но в силу итальянского происхождения образование получил на медицинском факультете Университета Генуи. В Италии принимал участие в основании Социально-христианской партии. Врачебной практикой занялся в сельской местности Перуанских Анд, где его взгляды радикализовались под влиянием впечатления от последствий нищеты местного населения. Пеше основал лепрозорий, в котором лечил индейских бедняков. Его стратегию одобрил Всемирный конгресс по борьбе с проказой в Гаване в 1948 году.
В 1929 году был делегатом от Социалистической партии на Совещании коммунистических партий Латинской Америки в Буэнос-Айресе, где вместе с Хулио Портокарреро безуспешно продвигали идеи Мариатеги. В 1932—1937 годах входил в руководство ПКП.
В 1945 году начал преподавать на факультете Национального университета Сан-Маркос, возглавлял там кафедру инфекционных и тропических болезней, был профессором с 1953 по 1967 год, когда вышел на пенсию. С 1953 года член Национальной медицинской Академии.
В 1965—1969 годах возглавлял Перуано-советское общество культурных связей. В 1969 году награждён медалью Всемирного совета мира.
Эрнесто Че Гевара в «Дневниках мотоциклиста» вспоминал, что впервые читал Маркса в 1951 году именно в лепрозории, где работал под началом Уго Пеше.